# Renata Gorczyńska

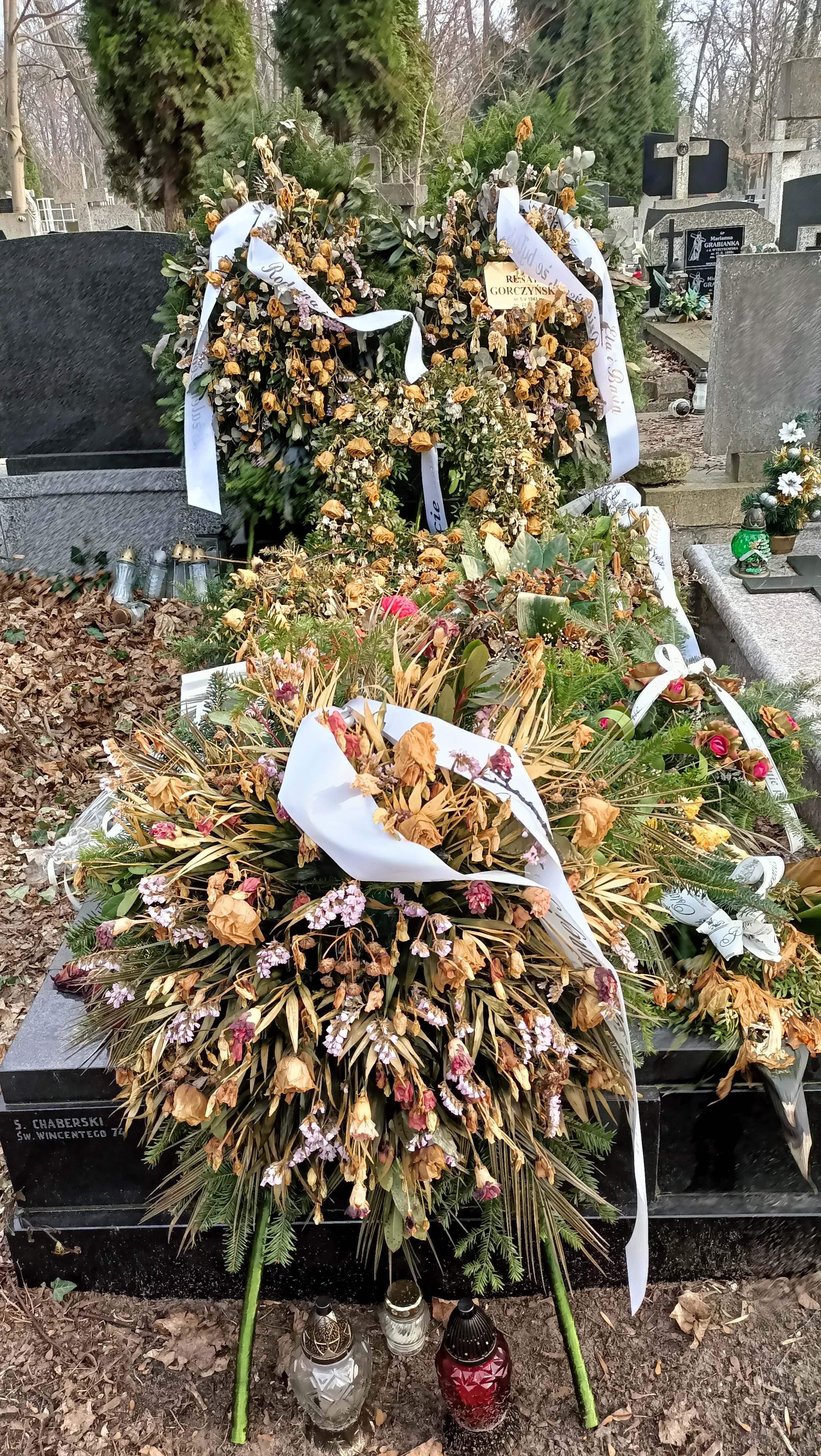
Grób Renaty Gorczyńskiej na cmentarzu Bródnowskim w Warszawie

Renata Gorczyńska, pseudonim „Ewa Czarnecka” (ur. 5 maja 1943.  w Warszawie, zm. 22 stycznia 2025 w Gdyni) – polska dziennikarka, publicystka, pisarka, krytyk literacki, tłumacz literatury pięknej.

## Życiorys
Absolwentka Wydziału Polonistyki Uniwersytetu Warszawskiego. Pracowała początkowo w Telewizji Polskiej, a następnie w Programie III Polskiego Radia (kierowała tam m.in. redakcją muzyczną, jej autorstwa jest m.in. audycja pt.: Historia jednego przeboju). W 1975 wyjechała do Stanów Zjednoczonych na stypendium, gdzie pracowała m.in. w redakcji polonijnego pisma „Nowy Dziennik”. Pod koniec lat 70. była asystentką i sekretarką Czesława Miłosza, m.in. redagując z poetą serię rozmów, które potem wielokrotnie ukazywały się w wydaniach książkowych. Od połowy lat 80. przebywała także w Paryżu, gdzie współpracowała m.in. z paryską „Kulturą”, a także Rozgłośnią Polską Radia Wolna Europa i BBC. W 1992 wróciła do Polski, w latach 90. była wicedyrektorką Polskiego Radia BIS.
Laureatka Nagrody im. Zygmunta Hertza (przyznawanej przez redakcję paryskiej „Kultury”), a także Nagrody im. Dariusza Fikusa (1998) za pomysł na uczczenie dwusetlecia urodzin Adama Mickiewicza – zorganizowanego w Polskim Radiu BIS czternastogodzinnego maratonu czytania Pana Tadeusza przez najwybitniejszych polskich aktorów. Całość była transmitowana, a następnie ukazała się na dwunastu płytach CD.
Mieszkała w Gdyni. Pochowana na cmentarzu Bródnowskim w Warszawie (kwatera 37B-6-14). 

## Twórczość
- Podróżny świata: rozmowy z Czesławem Miłoszem: komentarze (pod pseud. Ewa Czarnecka; Nowy Jork 1983; II obieg: Wszechnica Społeczno-Polityczna, Kraków 1984, Wydawnictwo Literackie 1992, ISBN 83-08-02419-X; 2002, jako tom "Dzieł zebranych" Czesława Miłosza, ISBN 83-08-03215-X)
- Milosz par Milosz. Entretien de Czeslaw Milosz avec Ewa Czarnecka et Aleksander Fiut (wespół z Aleksandrem Fiutem; pod pseud. Ewa Czarnecka, Paris, Fayard 1986, ISBN 2-213-01674-7)
- Conversations With Czeslaw Milosz (wespół z Aleksandrem Fiutem; pod pseud. Ewa Czarnecka; San Diego: Harcourt Brace Jovanovich 1987, ISBN 0-15-122591-5)
- Portrety paryskie (Wydawnictwo Literackie 1999, ISBN 83-08-02993-0)
- Skandale minionego życia (Wydawnictwo Krakowskie 2001, ISBN 83-88203-16-9; wznowienie jako: Rue de Seine. Biografia paryskiej ulicy, fotografie Danuta Pujdak, Wydawnictwo Austeria 2014, ISBN 978-83-7866-176-4)
- Jestem z Wilna i inne adresy (Wydawnictwo Krakowskie 2003, ISBN 83-88203-26-6)
- Szkice portugalskie (Fundacja Zeszytów Literackich 2014, ISBN 978-83-64648-08-3, seria: "Podróże")
- Małe miłosziana (Fundacja Zeszytów Literackich 2017, ISBN 978-83-64648-56-4)

## Opracowanie i redakcja
- Czesław Miłosz, Trzy zimy & Głosy o wierszach (wespół z Piotrem Kłoczowskim, Aneks, Londyn 1987, ISBN 0-906601-38-X)
- Zygmunt Haupt, Szpica: opowiadania, warianty, szkice (autorka przedmowy; Instytut Literacki 1989, ISBN 2-7168-0114-2)

## Tłumaczenia z języka polskiego (wybór)
- Adam Zagajewski, Tremor: selected poems (przedmowa: Czesław Miłosz; London, Collins Harvill 1987, ISBN 0-00-271910-X)
- Adam Zagajewski, Canvas (tłum z pol. Renata Gorczyńska, Benjamin Ivry i Charles Kenneth Williams; Nowy Jork, Farrar, Straus and Giroux 1991)

## Tłumaczenia na język polski (wybór)
- Elżbieta Święcicka-Macavoy, Miłosna obsesja czyli Syndrom Marilyn Monroe (Twój Styl 1994, ISBN 83-85443-32-0)
- Nancy Taylor Rosenberg, Sędzia w matni (Świat Książki 1995, ISBN 83-7129-084-5)
- Toni Morrison, Umiłowana (Świat Książki 1996, ISBN 83-7129-190-6)
- Elizabeth George, Szkoła zbrodni (Świat Książki 1999, ISBN 83-7227-176-3)
- Sandra Brown, Mistyfikacja (Libros 2001, ISBN 83-7227-953-5; 2002, ISBN 83-7311-506-4)
- Elizabeth Berg, Dom otwarty (Libros 2002, ISBN 83-7311-207-3)
- Nicci French, Czerwony pokój (Libros 2002, ISBN 83-7311-394-0; Świat Książki 2003, ISBN 83-7391-012-3)
- Susan Wilson, Tajemnica starej farmy (Świat Książki 2002, ISBN 83-7311-529-3; 2003, ISBN 83-7311-923-X)
- Brenda Joyce, Dom snów (Świat Książki 2003, ISBN 83-7311-127-1)
- Edward DeAngelo, Związani kłamstwem (Świat Książki 2004, ISBN 83-7311-660-5, ISBN 83-7391-387-4)
- Jeanne Ray, Taniec rodzinny (Świat Książki 2004, ISBN 83-7311-655-9)
- Lindy Woodhead, Helena Rubinstein i Elizabeth Arden: barwy wojenne (Świat Książki 2004; ISBN 83-7391-349-1)
- Amanda Quick, Nie patrz za siebie (Bertelsmann Media 2005, ISBN 83-7391-168-5)
- Siri Hustvedt, Co kochałem (Noir sur Blanc 2006, ISBN 83-7392-143-5)